# Beaumont-la-Ferrière
Beaumont-la-Ferrière is een gemeente in het Franse departement Nièvre (regio Bourgogne-Franche-Comté) en telt 137 inwoners (2009). De plaats maakt deel uit van het arrondissement Cosne-Cours-sur-Loire.

## Geografie
De oppervlakte van Beaumont-la-Ferrière bedraagt 26,2 km², de bevolkingsdichtheid is 4,9 inwoners per km².
De onderstaande kaart toont de ligging van Beaumont-la-Ferrière met de belangrijkste infrastructuur en aangrenzende gemeenten.

## Demografie
Onderstaande figuur toont het verloop van het inwonertal (bron: INSEE-tellingen).